# Памятник Т-34 (Воронеж)
Памятник танку Т-34 в Воронеже установлен на проспекте Патриотов.

## История
Памятник танку Т-34 модификации Т-34-85 был открыт 7 сентября 1979 г. Место для установки было выбрано в Советском районе Воронежа на пересечении улицы Космонавта Комарова и проспекта Патриотов.
Этот памятник был установлен в память о танкистах 17-го, 18-го, 25-го танковых корпусов и 5-й танковой армии и других бронетанковых соединений, которые в 1942—1943 гг. сражались за Воронеж.
К пьедесталу прикреплена табличка с надписью:
Танкистам — 
защитникам
 Воронежской
 земли